# Pharacocerus
Pharacocerus là một chi nhện trong họ Salticidae.